# Лунга (Тіміш)
Лунга (рум. Lunga) — село у повіті Тіміш в Румунії. Входить до складу комуни Комлошу-Маре.
Село розташоване на відстані 460 км на захід від Бухареста, 51 км на захід від Тімішоари.

## Населення
За даними перепису населення 2002 року у селі проживали 530 осіб.
Національний склад населення села:
| Національність | Кількість осіб | Відсоток |
| -------------- | -------------- | -------- |
| румуни         | 463            | 87,4%    |
| цигани         | 52             | 9,8%     |
| угорці         | 6              | 1,1%     |
| німці          | 5              | 0,9%     |

Рідною мовою назвали:
| Мова      | Кількість осіб | Відсоток |
| --------- | -------------- | -------- |
| румунська | 516            | 97,4%    |
| циганська | 11             | 2,1%     |